# Lopingian
În geocronologie, lopingianul – denumit și permian târziu sau permian superior – este ultima din cele trei serii sau epoci geologice în care este împărțită perioada permiană, de la sfârșitul erei paleozoice. A început în urmă cu 259,8 (± 0,4) milioane de ani și s-a încheiat în urmă cu 252,17 (± 0,06) milioane de ani. A fost precedat de Guadalupian și succedat de Triasicul inferior.

## Denumire
Seria este denumită astfel după o variantă mai veche de transcriere a numelui orașului Leping (chineză: 乐平) situat în provincia Jiangxi din sud-estul Chinei. 
Denumirea a fost introdusă în literatura de specialitate de către geograful german Ferdinand von Richthofen⁠(en)[traduceți], care a descris în 1883 „seria carboniferă Loping”. Ea nu desemna inițial decât o unitate litostratigrafică. Geologul Amadeus William Grabau⁠(en)[traduceți], „părintele” stratigrafiei chineze, a reluat și dezvoltat conceptul sub numele de „serie Loping”.  În fine, discipolii paleontologului chinez Jin Yugan⁠(de)[traduceți] au definit lopingianul ca serie cronostratigrafică.

## Delimitare
Baza seriei (și a etajului Guchiapingian) este definită ca primul strat în care apare subspecia de conodonte Clarkina postbitteri postbitteri. Limita superioară a seriei (și a etajului Changhsingian) este definită de prima apariție a speciei de conodonte Hindeodus parvus și sfârșitul anomaliei negative a izotopului de carbon 13C, după vârful care corespunde extincției în masă de la limita permian-triasic.
Punctul stratotipic mondial (GSSP) al lopingianului este plasat în secțiunea Penglaitan, de pe malul râului Hongshui, aproximativ 20 de km la est de orașul Laibin, în regiunea Guangxi din sudul Chinei (23°41′43″N 109°19′16″E / 23.69528°N 109.32111°E).

## Subdiviziuni
| Sistem/ Perioadă | Serie/ Epocă       | Etaj/ Vârstă  | Datare absolută* |
| --- | ------------------ | ------------- | ---------------- |
| Triasic | Inferior/ Timpuriu | Induan        | mai recent       |
| Permian | Lopingian          | Changhsingian | 252,2–254,1      |
| Permian | Lopingian          | Wuchiapingian | 254,1–259,8      |
| Permian | Guadalupian        | Capitanian    | 259,8–265,1      |
| Permian | Guadalupian        | Wordian       | 265,1–268,8      |
| Permian | Guadalupian        | Roadian       | 268,8–272,3      |
| Permian | Cisuralian         | Kungurian     | 272,3–283,5      |
| Permian | Cisuralian         | Artinskian    | 283,5–290,1      |
| Permian | Cisuralian         | Sakmarian     | 290,1–295,0      |
| Permian | Cisuralian         | Asselian      | 295,0–298,9      |
| Carbonifer | Pennsylvanian      | Gzhelian      | mai vechi        |
| *milioane de ani în urmă |                    |               |                  |
| Subdiviziunile sistemului permian conform Comisiei Internaționale de Stratigrafie (ICS) (International Chronostratigraphic Chart 2015). |                    |               |                  |

Conform International Chronostratigraphic Chart 2015, scala timpului geologic elaborată de Comisia Internațională de Stratigrafie, Lopingianul se subîmparte în două etaje sau vârste, cu următoarele limite cronologice:
- Wuchiapingian (259,8 ± 0,4 – 254,14 ± 0,07 mil. de ani în urmă)
- Changhsingian (254,14 ± 0,07 – 252,17 ± 0,06 mil. de ani în urmă)

Local, au fost definite și alte subdiviziuni care se suprapun parțial peste aceleași intervale de timp:
- Waiitian (Noua Zeelandă) (260,4 ± 0,7 – 253,8 ± 0,7 mil. de ani în urmă]
- Makabewan (Noua Zeelandă) (253,8 ± 0,7 – 251,0 ± 0,4 mil. de ani în urmă)
- Ochoan (America de Nord) {260,4 ± 0,7 – 251,0 ± 0,4 mil. de ani în urmă)

Pentru zonele centrale ale Europei, Lopingianul acoperă partea superioară a unității litostratigrafice mai vechi numite „Rotliegend” (302 până la 258 milioane de ani în urmă) și o mare parte din unitatea litostratigrafică „Zechstein” (258 până la 251 milioane de ani în urmă).